# انسان کامل
انسان کامل یک آرمان است که رسیدن به آن به عنوان هدفی برای انسان در نظر گرفته شده‌است. انسان کامل مضمونی است که در دیدگاه‌های فلسفی، عرفانی و تصوفی از اهمیت برخوردار است.
گستردگی نظریات مختلف در این‌باره مانع از تعریفی جامع برای انسان کامل شده‌است.
در همه فرهنگ‌ها، آیین‌ها، مذهب‌ها و مکتب‌های فکری و فلسفی بحث انسان کامل وجود دارد. بودا، کنفوسیوس، عیسی، محمد، زرتشت، افلاطون، نیچه و مارکس و متصوفه و عرفاً همگی از انسان کامل سخن گفته‌اند.
انسان کامل، در عرفان اسلامی، آینه تمام نما و مظهر ذات و صفات الهی است. از دیدگاه ادیان ابراهیمی قابلیت خدای گونه شدن در انسان وجود دارد.

## پیشینه
مفهوم انسان کامل دارای سرچشمه‌ای اسلامی است. اما باید شباهت آن با نظام گنوسی را مورد توجه قرار داد. مفاهیم انسان نخستین در آیین مزدکی، انسان قدیم در اندیشهٔ اهل قباله و انسان قدیم یا انسان ازلی در آیین مانوی نمونه‌هایی از شکل‌های دیگر این مفهوم هستند. انسان نخستین در عرفان ایرانی به انسان کامل در عرفان اسلامی شبیه است. به‌باور شدر پیشینهٔ انسان کامل ریشه در عرفان ایرانی دارد. آیین مانی با عنوان «باشندهٔ ازلی» از انسان نخستین نام برده که در جایگاه انسان کامل پنداشته می‌شود. تور آندره معتقد است که تکوین اندیشهٔ انسان کامل در اسلام با موضوع امامت در شیعه ارتباط دارد. برخی پژوهشگران معاصر مانند ماسینیون اعتقاد دارند که مفهوم انسان کامل در عرفان اسلامی دارای ریشه‌ای سامی است که با موضوعاتی مانند امامت و مهدویت ارتباط دارد. در قرآن و متون سده‌های اولیه اسلام عبارت انسان کامل وجود ندارد. اما ریشه‌های این مفهوم در قرآن و تفاسیر و برخی احادیث قدسی دیده می‌شود. محیی‌الدین بن عربی نخستین کسی است که عبارت انسان کامل را به‌صورت مکتوب در اواخر سدهٔ ششم هجری قمری استفاده کرده، هرچند پیش از او نیز در برخی دیگر از آثار اسلامی به‌چشم می‌خورد.

## در عرفان مزدیسنایی
در عرفان مزدیسنا انسان نخستین یعنی کیومرث که فرزند خدا و جزئی از روح خداوند است به عنوان انسان کامل معرفی شده‌است. بنابر بندهشن، نخستین انسان یعنی کیومرث نمونه انسانیت و عهده‌دار وظایف و امور جهانی است. همچنین در دین زرتشت زرتشت به عنوان انسان کامل معرفی شده‌است.

## در عرفان اسلامی
«انسان کامل» اصطلاحی در عرفان اسلامی است که با توجه به موضوع امامت و ولایت در شیعه امامیه جایگاه ویژه‌ای دارد. گستردگی نظریات مختلف در این‌باره مانع از تعریفی جامع برای آن شده‌است. برآیند کلی این اندیشه‌ها آن است که انسان کامل انسانی است که دارای اخلاق الهی باشد، هدف نهایی آفرینش، باعث هستی و دلیل بقای آن، تجلی اسماء الهی و اسم جامع او، واسطه بین آفریدگار و آفریدگان، خلیفهٔ خدا که علمش آشکار است و قول و فعل و خُلق نیک در او، در نهایت است. او راهنمای آفریدگان و انسان‌هاست و آشنا به بیماری‌های نفسانی و روحی آنان است و آنان را شفا می‌بخشد. او آفریدهٔ خداست اما آفریده‌ای خداگونه. او نائب خداوند در صفات و اخلاق اوست که دوگانگی در او نیست و با هویت الهی وحدت دارد و ازهمین‌رو چنین مقامی دارد.
از نظر برخی از اهل عرفان انسان کامل انسانی متخلق به اخلاق الهی و متحقق به اسم جامع اله است که که اقوال نیک، افعال نیک و اخلاق نیک در او به کمال رسیده و علم او به شریعت، طریقت و حقیقت قطعیت یافته‌است. چنین انسانی علت غایی خلقت، سبب ایجاد و بقای عالم، واسطه میان حق و خلق و خلیفه بلامنازع خداوند است.

### در اندیشهٔابن عربی
غایت و هدف عرفان از نظر ابن عربی رسیدن به معرفت است. معرفت در دیدگاه محیی الدین بر سه رکن خدا، انسان و هستی استوار است و سالک برای رسیدن به معرفت خداوند باید جایگاه انسان و هستی و نحوه پیوند آن‌ها را با یکدیگر و چگونگی ارتباط آن دو را با خدا بشناسد. وی معتقد است راه شناخت خدا نظر کردن به پدیده‌های عالم هستی به عنوان مظاهر صفات و اسماء الهی است. هر یک از این مخلوقات مظهر یک یا چند اسم و صفت الهی‌اند و مجموع عالم هستی مظهر همه اسماء و صفات الهی‌اند انسان هم با عالم هستی از این جهت وجه مشترکی دارد که او هم به سان عالم مظهر اسماء و صفات الهی است. در این دیدگاه انسان نه به عنوان بخشی از عالم هستی بلکه به مثابه عالمی مجزا و مستقل از هستی مطرح می‌شود که به تنهایی مظهر همه اسماء و صفات الهی است.
فظهر جمیع ما فی الصور الإلهیة من الأسماء فی هذه النشأة الإنسانیة فحازت رتبة الإحاطة و الجمع بهذا الوجود: پس آنچه از اسماء در صور الهیه هست آشکار شد در این نشئه انسانی و با وجود این صاحب رتبه احاطه و جمع شد.
بدین جهات انسان را به تنهایی عالم صغیر می‌خواند و در برابر عالم هستی که آن را عالم کبیر می‌نامد. علاوه بر این ابن عربی معتقد است عالم طفیل وجود آدمی است و خداوند با فاصله و واسطه انسان بر پدیده‌های عالم تجلی می‌کند:
فهو الإنسان الحادث الأزلی والنشء الدائم الأبدی، والکلمة الفاصلة الجامعة. قیام العالم بوجوده. فهو من العالم کفص الخاتم من الخاتم. وهو محل النقش و العلامة التی یختم بها الملک علی خزانته: و او انسان حادث ازلی و نشئه دائم ابدی و کلمه فاصله جامعه است که عالم به وجود او قائم است. پس نسبت او به عالم مانند نسبت نگین انگشتری است به انگشتری و او محل نقش و علامتی است که ملکه خزانه خود را با آن مهر می‌کند.

### روحانیون شیعه
در کتاب انسان کامل مطهری انسان کامل کسی است که همه ارزشهای و ویژگی‌های انسانی او از جمله عقل، عشق، محبّت، عدالت، خدمت، عبادت، آزادی و… با هم و هماهنگ رشد کنند، لذا انسان کامل انسانی است که قهرمان همه ارزش‌های انسانی باشد.
از منظر مطهری نمونه بارز انسان کامل علی بن ابیطالب می‌باشد.
در اندیشه روح‌الله خمینی علی ابن ابیطالب به عنوان مصداق انسان کامل یاده شده‌است. وی معتقد است کسی انسان کامل است که مظهر جمیع اسماء و صفات خدا باشد.
جیلی معتقد است افراد انسان هر کدام نسخهٔ کامل دیگری است و لکن بعضی انسان‌ها بالقوه کمالات رسیدن به انسان کامل را دارند و بعضی بالفعل دارای کمالات انسان کامل هستند که آنها همان انبیاء هستند که بعضی از آنها نیز کامل و بعضی دیگر اکملند که اکمل‌ترین آنها محمد مصطفی می‌باشد.
جوادی آملی معتقد است انسان کامل جامعِ همه کمال‌ها و نیز جامع تمام کلمه‌ها است. انسان کامل کتابی است ناطق. قرآنِ تدوینی رموز جهان بیرون را در خود دارد و انسان کامل همه آن‌ها را در نهان و نهاد خود مشهود می‌یابد. ملائکه شاگردان انسان کامل اند که نمونه بارز آن اهل بیت هستند. انسان کامل معلم ملائکه است و محور درس آن‌ها اسمای الهی است و ملائکه می‌شوند مدبرات امر و با این اسماء، کل عالم را تدبیر می‌کنند.